# When I Come Around
«When I Come Around» —en español: «Cuando venga por aquí» o «Cuando ande por aquí»— es un sencillo del álbum de 1994 Dookie de Green Day. Fue el segundo sencillo más duradero del álbum, mostrando las amplias influencias pop de Green Day. La canción es una exhibición de los riffs de Green Day. Se dice que Billie Joe Armstrong escribió la canción tras tener una pelea con su esposa Adrienne y necesitaba estar algún tiempo solo [cita requerida](cabe aclarar que siguen juntos y tienen dos hijos). El vídeo muestra a los tres integrantes de la banda caminando en diferentes lugares de Berkley y San Francisco, California, así como algunas personas haciendo varias cosas en una secuencia, en él aparece Jason White, amigo de la banda y actual guitarrista de apoyo de Green Day, besando a su novia.

## Listado de canciones
| Sencillo en CD |                       |          |  |
| N.º            | Título                | Duración |  |
| 1.             | «When I Come Around»  | 2:58     |  |
| 2.             | «Coming Clean» (Live) | 1:36     |  |
| 3.             | «She» (Live)          | 2:14     |  |

- (Canciones en directo grabadas el 18 de noviembre de 1994 en el Aragon Ballroom, Chicago)

| Sencillo en CD Australia |                                 |          |  |
| N.º                      | Título                          | Duración |  |
| 1.                       | «When I Come Around»            | 2:58     |  |
| 2.                       | «Longview» (Live)               | 3:30     |  |
| 3.                       | «Burnout» (Live)                | 2:11     |  |
| 4.                       | «2,000 Light Years Away» (Live) | 2:48     |  |

- (Canciones en directo grabadas el 11 de marzo de 1994 en Jannus Landing, St. Petersburg, Florida)

| Vinilo de 7 pulgadas; casete |                      |          |  |
| N.º                          | Título               | Duración |  |
| 1.                           | «When I Come Around» | 2:58     |  |
| 2.                           | «She» (Live)         | 2:14     |  |

| Vinilo de 7 pulgadas doble lado A |                      |          |  |
| N.º                               | Título               | Duración |  |
| 1.                                | «When I Come Around» | 2:58     |  |
| 2.                                | «Basket Case»        | 3:01     |  |

| CD Promocional |                                      |          |  |
| N.º            | Título                               | Duración |  |
| 1.             | «When I Come Around» (Versión álbum) | 2:58     |  |
| 2.             | «When I Come Around» (Live)          | 3:07     |  |

- (Canción grabada en directo el 14 de agosto de 1994 en Woodstock Festival)

| CD Promocional #2 |                      |          |  |
| N.º               | Título               | Duración |  |
| 1.                | «When I Come Around» | 2:58     |  |

## Posicionamientos
| Año  | Listas                        | Posición |
| ---- | ----------------------------- | -------- |
| 1995 | Modern Rock Tracks (US)       | N.º 1    |
| 1995 | Mainstream Rock Tracks (US)   | N.º 2    |
| 1995 | Top 40 Mainstream (US)        | N.º 2    |
| 1995 | Official Sweden Singles Chart | N.º 28   |
| 1995 | Official UK Singles Chart     | N.º 30   |
| 1995 | Official German Singles Chart | N.º 45   |